# 레티시아 돌레라
레티시아 돌레라(Leticia Dolera, 1981년 10월 23일 ~ )는 스페인의 배우이다.

## 출연 작품
- 베로니카 (2017)
- 리콰이어먼츠 투 비 어 노멀 퍼슨 (2015)
- 더 브라이드 (2015)
- 카미카제 (2014)
- 바이올렛 (2013)
- 라스트 데이즈 (2013)
- 알.이.씨 3: 제네시스 (2012)
- 크리설리스 (2011)
- 서킷 (2010)
- 인형 공장 (2010)
- 스패니쉬 무비 (2009)
- 미안해, 널 사랑해 (2009)
- 이마고 모르티스 (2009)
- 데드 핸드 노킹 (2008)
- 프라임 타임 (2008)
- 패밀리 머더 파티 (2006)
- 카트 끄는 남자 (2005)
- 실종: 충격적 사실들 (2003)
- 연애의 기술 (2003)